# Жінка на неділю
«Жінка на неділю» (італ. La donna della domenica) — італійська кримінальна кінокомедія 1975 року режисера Луїджі Коменчіні. Адаптація однойменного роману 1972 року Карло Фруттеро та Франко Лючентіні.

## Сюжет
Головний герой, комісар поліції Сантамарія (Марчелло Мастроянні), розслідує вбивство архітектора пана Гарроне (Клавдіо Гора). Ниточки розслідування ведуть його до вищого суспільства Турину. Комісар підозрює красуню Анну Карлу (Жаклін Біссет) та її платонічного друга Массімо (Жан-Луї Трентіньян). Справа ще більше заплутується, коли на блошиному ринку вбивають Лелло (Альдо Реджані) — коханця Массімо, який хотів сам знайти вбивцю, щоб оправдати Массімо. Чи вдасться поліцейським знайти вбивцю?

## Ролі виконують
- Марчелло Мастроянні — комісар Сантамарія
- Жаклін Біссет — Анна Карла Дозіо
- Жан-Луї Трентіньян — Массімо Кампі
- Альдо Реджані[it] — Лелло Рив'єра
- Піно Карузо[it] — комісар де Пальма
- Ліна Волоньї[it] — Інеса Табуссо
- Клавдіо Гора[it] — архітектор Гарроне

## Нагороди
- 1976 Премія «Золотий глобус» Асоціації іноземної преси в Італії[it]:
  - за найкращу чоловічу роль[it] — Марчелло Мастроянні
- 1976: Премія «Золотий келих» (Італія):
  - Премія «Золотий келих» найкращому акторові[it] — Марчелло Мастроянні